# Jhon Fredy Hurtado
Jhon Freddy Hurtado (Quibdó, Chocó, Colombia; 21 de mayo de 1985) es un futbolista colombiano. Juega de mediocampista y su equipo actual es el Club Social y Deportivo Quiché Fc.

## Clubes
| Club                 | País      | Año           |
| -------------------- | --------- | ------------- |
| Real Sincelejo       | Colombia  | 2003 - 2004   |
| Depor Aguablanca     | Colombia  | 2005          |
| Expreso Rojo         | Colombia  | 2006          |
| Bajo Cauca F. C.     | Colombia  | 2007 - 2008   |
| Expreso Rojo         | Colombia  | 2008 - 2009   |
| Deportes Tolima      | Colombia  | 2010-2014     |
| Deportivo Pasto      | Colombia  | 2015          |
| Cúcuta Deportivo     | Colombia  | 2015          |
| Deportivo Malacateco | Guatemala | 2016-presente |

## Palmarés

### Campeonatos nacionales
| Título        | Club            | País     | Año  |
| ------------- | --------------- | -------- | ---- |
| Copa Colombia | Deportes Tolima | Colombia | 2014 |